# Itumeleng Khune
Itumeleng Isaac Khune (Ventersdorp, 20 giugno 1987) è un calciatore sudafricano, portiere svincolato.

## Caratteristiche tecniche
Sicuro nelle uscite, reattivo tra i pali e abile a leggere l'azione.

## Carriera

### Club
Cresciuto in una famiglia di sei persone, vicino alla miniera di Ventersdorp, come difensore, ma l'allenatore giovanile dei Kaizer Chiefs, Terror Sephoa, dopo averlo notato in un tuffo per recuperare un pallone che stava uscendo, decise di mandarlo in porta. Khune divenne punto fisso delle giovanili del club di Soweto e delle rappresentative sudafricane Under 18 e Under 20. Nell'agosto 2007 esordisce nella Premier League Sudafricana, contro il Jomo Cosmos, e complice la partenza di Rowen Fernández per l'Arminia Bielefeld e i continui problemi fisici di Emile Baron conquistò la maglia da titolare. Alla fine della stagione arrivò l'Absa Premiership's Players'Player Award, come miglior portiere. Nella stagione 2009 Khune ha trovato il campo con meno regolarità, complice l'infortunio alla dito della mano destra dell'agosto 2008, rimediato nella semifinale di MTN8 contro l'Ajax. Al suo ritorno, dopo tre mesi di assenza, ha dovuto lottare con Arthur Batman per una maglia titolare.
Nel 2010 si è costruito la fama di portiere para-rigori dopo averne parati 3 in una sola partita durante il trofeo Vodacom Challenge contro gli Orlando Pirates.

### Nazionale
Il portiere del Kaizer Chiefs ben figura in Confederations Cup 2009, dove mette in mostra le sue qualità, parando anche un calcio di rigore a David Villa. Il Sud Africa esce dalla competizione in semifinale contro il Brasile, perdendo 1-0 con gol all'87' minuto di Daniel Alves su punizione dal limite dell'area di rigore, con Khune protagonista nel neutralizzare conclusioni insidiose di campioni come Luís Fabiano, Ramires e Kaká.
Il giocatore del Kaizer Chiefs è stato il protagonista del match d'apertura dei Mondiali (Sudafrica-Messico 1-1) subendo un solo gol da Rafael Márquez. Ma la prestazione non si ripete nella partita successiva contro l'Uruguay: la squadra sudafricana perde 3-0 e Khune viene espulso, divenendo il secondo portiere nella storia della Coppa del Mondo a subire un'espulsione. I bafana bafana, pur battendo la Nazionale francese per 2-1, non passano il turno. Gioca contro il Brasile nell'Olimpiade di Rio de Janeiro, senza subire gol e compiendo una grande parata sul tiro di Neymar da Silva.

## Statistiche

### Presenze e reti nei club
Statistiche aggiornate al 1° luglio 2024.
| Stagione             | Squadra              | Campionato           | Campionato | Campionato | Coppe nazionali | Coppe nazionali | Coppe nazionali | Coppe continentali | Coppe continentali | Coppe continentali | Altre coppe | Altre coppe | Altre coppe | Totale | Totale |
| Stagione             | Squadra              | Comp                 | Pres       | Reti       | Comp            | Pres            | Reti            | Comp               | Pres               | Reti               | Comp        | Pres        | Reti        | Pres   | Reti   |
| -------------------- | -------------------- | -------------------- | ---------- | ---------- | --------------- | --------------- | --------------- | ------------------ | ------------------ | ------------------ | ----------- | ----------- | ----------- | ------ | ------ |
| 2004-2005            | Kaizer Chiefs        | PL                   | ?          | ?          | -               | -               | -               | -                  | -                  | -                  | -           | -           | -           | ?      | ?      |
| 2005-2006            | Kaizer Chiefs        | PL                   | ?          | ?          | -               | -               | -               | -                  | -                  | -                  | -           | -           | -           | ?      | ?      |
| 2006-2007            | Kaizer Chiefs        | PL                   | 0          | 0          | -               | -               | -               | -                  | -                  | -                  | -           | -           | -           | 0      | 0      |
| 2007-2008            | Kaizer Chiefs        | PL                   | 27         | -18        | -               | -               | -               | -                  | -                  | -                  | -           | -           | -           | 27     | -18    |
| 2008-2009            | Kaizer Chiefs        | PL                   | 26         | -25        | -               | -               | -               | -                  | -                  | -                  | -           | -           | -           | 26     | -25    |
| 2009-2010            | Kaizer Chiefs        | PL                   | 11         | -7         | MTN 8           | 2               | -2              | -                  | -                  | -                  | -           | -           | -           | 13     | -9     |
| 2010-2011            | Kaizer Chiefs        | PL                   | 28         | -20        | CdL+MTN 8       | 3+3             | 0 + -2          | -                  | -                  | -                  | -           | -           | -           | 34     | -22    |
| 2011-2012            | Kaizer Chiefs        | PL                   | 19         | -16        | MTN 8           | 4               | -3              | -                  | -                  | -                  | -           | -           | -           | 23     | -19    |
| 2012-2013            | Kaizer Chiefs        | PL                   | 29         | -21        | CS+MTN 8        | 1+1             | 0 + -4          | -                  | -                  | -                  | -           | -           | -           | 31     | -25    |
| 2013-2014            | Kaizer Chiefs        | PL                   | 26         | -14        | CdL+MTN 8       | 3+3             | -2 + -2         | ACL                | 0                  | 0                  | -           | -           | -           | 32     | -18    |
| 2014-2015            | Kaizer Chiefs        | PL                   | 10         | -2         | MTN 8           | 3               | 0               | ACL                | 1                  | -2                 | -           | -           | -           | 14     | -4     |
| 2015-2016            | Kaizer Chiefs        | PL                   | 15         | -18        | CdL+MTN 8       | 1+3             | -1 + -2         | ACL                | 2                  | -1                 | -           | -           | -           | 21     | -22    |
| 2016-2017            | Kaizer Chiefs        | PL                   | 24         | -18        | CS+CdL+MTN 8    | 2+2+1           | -2 + -2 + -1    | -                  | -                  | -                  | -           | -           | -           | 29     | -23    |
| 2017-2018            | Kaizer Chiefs        | PL                   | 27         | -18        | CS+CdL+MTN 8    | 4+3+1           | -3 + -1 + -1    | -                  | -                  | -                  | -           | -           | -           | 35     | -23    |
| 2018-2019            | Kaizer Chiefs        | PL                   | 13         | -11        | CdL+MTN 8       | 2+2             | -2 + -3         | CC                 | 1                  | 0                  | -           | -           | -           | 18     | -16    |
| 2019-2020            | Kaizer Chiefs        | PL                   | 4          | -1         | CS              | 2               | -1              | -                  | -                  | -                  | -           | -           | -           | 6      | -2     |
| 2020-2021            | Kaizer Chiefs        | PL                   | 11         | -18        | MTN 8           | 1               | -1              | ACL                | 6                  | -6                 | -           | -           | -           | 18     | -25    |
| 2021-2022            | Kaizer Chiefs        | PL                   | 0          | 0          | MTN 8           | 1               | -2              | -                  | -                  | -                  | -           | -           | -           | 1      | -2     |
| 2022-2023            | Kaizer Chiefs        | PL                   | 11         | -13        | CS+MTN 8        | 0+2             | 0 + -2          | -                  | -                  | -                  | -           | -           | -           | 13     | -15    |
| 2023-2024            | Kaizer Chiefs        | PL                   | 5          | -5         | CdL+MTN 8       | 1+0             | -1+0            | -                  | -                  | -                  | -           | -           | -           | 6      | -6     |
| Totale Kaizer Chiefs | Totale Kaizer Chiefs | Totale Kaizer Chiefs | 286        | -225       |                 | 51              | -40             |                    | 10                 | -9                 |             | -           | -           | 347    | -274   |
| Totale carriera      | Totale carriera      | Totale carriera      | 286        | -225       |                 | 51              | -40             |                    | 10                 | -9                 |             | -           | -           | 347    | -274   |

### Cronologia presenze e reti in nazionale

#### Nazionale
| Cronologia completa delle presenze e delle reti in nazionale ― Sudafrica | Cronologia completa delle presenze e delle reti in nazionale ― Sudafrica | Cronologia completa delle presenze e delle reti in nazionale ― Sudafrica | Cronologia completa delle presenze e delle reti in nazionale ― Sudafrica | Cronologia completa delle presenze e delle reti in nazionale ― Sudafrica | Cronologia completa delle presenze e delle reti in nazionale ― Sudafrica | Cronologia completa delle presenze e delle reti in nazionale ― Sudafrica | Cronologia completa delle presenze e delle reti in nazionale ― Sudafrica |
| Data                                                                     | Città                                                                    | In casa                                                                  | Risultato                                                                | Ospiti                                                                   | Competizione                                                             | Reti                                                                     | Note                                                                     |
| ------------------------------------------------------------------------ | ------------------------------------------------------------------------ | ------------------------------------------------------------------------ | ------------------------------------------------------------------------ | ------------------------------------------------------------------------ | ------------------------------------------------------------------------ | ------------------------------------------------------------------------ | ------------------------------------------------------------------------ |
| 11-3-2008                                                                | Germiston                                                                | Sudafrica                                                                | 2 – 1                                                                    | Zimbabwe                                                                 | Amichevole                                                               | -1                                                                       |                                                                          |
| 26-3-2008                                                                | Pretoria                                                                 | Sudafrica                                                                | 3 – 0                                                                    | Paraguay                                                                 | Amichevole                                                               | -                                                                        |                                                                          |
| 7-6-2008                                                                 | Pretoria                                                                 | Sudafrica                                                                | 4 – 1                                                                    | Guinea Equatoriale                                                       | Qual. Mondiali 2010                                                      | -1                                                                       |                                                                          |
| 14-6-2008                                                                | Freetown                                                                 | Sierra Leone                                                             | 1 – 0                                                                    | Sudafrica                                                                | Qual. Mondiali 2010                                                      | -1                                                                       |                                                                          |
| 21-6-2008                                                                | Pretoria                                                                 | Sudafrica                                                                | 0 – 0                                                                    | Sierra Leone                                                             | Qual. Mondiali 2010                                                      | -                                                                        |                                                                          |
| 19-8-2008                                                                | Londra                                                                   | Australia                                                                | 2 – 2                                                                    | Sudafrica                                                                | Amichevole                                                               | -2                                                                       |                                                                          |
| 6-9-2008                                                                 | Port Elizabeth                                                           | Sudafrica                                                                | 0 – 1                                                                    | Nigeria                                                                  | Qual. Mondiali 2010                                                      | -1                                                                       |                                                                          |
| 30-9-2008                                                                | Germiston                                                                | Sudafrica                                                                | 3 – 0                                                                    | Malawi                                                                   | Amichevole                                                               | -                                                                        |                                                                          |
| 11-10-2008                                                               | Bata                                                                     | Guinea Equatoriale                                                       | 0 – 1                                                                    | Sudafrica                                                                | Qual. Mondiali 2010                                                      | -                                                                        |                                                                          |
| 19-11-2008                                                               | -                                                                        | Sudafrica                                                                | 3 – 2                                                                    | Camerun                                                                  | Amichevole                                                               | -2                                                                       |                                                                          |
| 27-1-2009                                                                | Pretoria                                                                 | Sudafrica                                                                | 1 – 0                                                                    | Zambia                                                                   | Amichevole                                                               | -                                                                        |                                                                          |
| 28-3-2009                                                                | Rustenburg                                                               | Sudafrica                                                                | 2 – 1                                                                    | Norvegia                                                                 | Amichevole                                                               | -1                                                                       |                                                                          |
| 31-3-2009                                                                | Losanna                                                                  | Sudafrica                                                                | 0 – 2                                                                    | Portogallo                                                               | Amichevole                                                               | -2                                                                       |                                                                          |
| 6-6-2009                                                                 | Soweto                                                                   | Sudafrica                                                                | 1 – 0                                                                    | Polonia                                                                  | Amichevole                                                               | -                                                                        |                                                                          |
| 14-6-2009                                                                | Johannesburg                                                             | Sudafrica                                                                | 0 – 0                                                                    | Iraq                                                                     | Conf. Cup 2009 - 1° turno                                                | -                                                                        |                                                                          |
| 17-6-2009                                                                | Rustenburg                                                               | Sudafrica                                                                | 2 – 0                                                                    | Nuova Zelanda                                                            | Conf. Cup 2009 - 1° turno                                                | -                                                                        |                                                                          |
| 20-6-2009                                                                | Bloemfontein                                                             | Spagna                                                                   | 2 – 0                                                                    | Sudafrica                                                                | Conf. Cup 2009 - 1° turno                                                | -2                                                                       |                                                                          |
| 25-6-2009                                                                | Johannesburg                                                             | Brasile                                                                  | 1 – 0                                                                    | Sudafrica                                                                | Conf. Cup 2009 - Semifinale                                              | -1                                                                       |                                                                          |
| 28-6-2009                                                                | Johannesburg                                                             | Spagna                                                                   | 3 – 2 dts                                                                | Sudafrica                                                                | Conf. Cup 2009 - Finale 3° posto                                         | -3                                                                       |                                                                          |
| 12-8-2009                                                                | Pretoria                                                                 | Sudafrica                                                                | 1 – 3                                                                    | Serbia                                                                   | Amichevole                                                               | -3                                                                       |                                                                          |
| 3-3-2010                                                                 | Durban                                                                   | Sudafrica                                                                | 1 – 1                                                                    | Namibia                                                                  | Amichevole                                                               | -1                                                                       |                                                                          |
| 1-4-2010                                                                 | Asunción                                                                 | Paraguay                                                                 | 1 – 1                                                                    | Sudafrica                                                                | Amichevole                                                               | -1                                                                       |                                                                          |
| 24-4-2010                                                                | -                                                                        | Sudafrica                                                                | 0 – 0                                                                    | Corea del Nord                                                           | Amichevole                                                               | -                                                                        |                                                                          |
| 28-4-2010                                                                | Offenbach am Main                                                        | Sudafrica                                                                | 2 – 0                                                                    | Giamaica                                                                 | Amichevole                                                               | -                                                                        |                                                                          |
| 16-5-2010                                                                | Pretoria                                                                 | Sudafrica                                                                | 4 – 0                                                                    | Thailandia                                                               | Amichevole                                                               | -                                                                        |                                                                          |
| 24-5-2010                                                                | Soweto                                                                   | Sudafrica                                                                | 1 – 1                                                                    | Bulgaria                                                                 | Amichevole                                                               | -1                                                                       |                                                                          |
| 27-5-2010                                                                | Johannesburg                                                             | Sudafrica                                                                | 2 – 1                                                                    | Colombia                                                                 | Amichevole                                                               | -1                                                                       | Ammonizione                                                              |
| 5-6-2010                                                                 | Pretoria                                                                 | Sudafrica                                                                | 1 – 0                                                                    | Danimarca                                                                | Amichevole                                                               | -                                                                        |                                                                          |
| 11-6-2010                                                                | Johannesburg                                                             | Sudafrica                                                                | 1 – 1                                                                    | Messico                                                                  | Mondiali 2010 - 1° turno                                                 | -1                                                                       |                                                                          |
| 16-6-2010                                                                | Pretoria                                                                 | Sudafrica                                                                | 0 – 3                                                                    | Uruguay                                                                  | Mondiali 2010 - 1° turno                                                 | -1                                                                       | 76’                                                                      |
| 11-8-2010                                                                | Johannesburg                                                             | Sudafrica                                                                | 1 – 0                                                                    | Ghana                                                                    | Amichevole                                                               | -                                                                        |                                                                          |
| 4-9-2010                                                                 | Mbombela                                                                 | Sudafrica                                                                | 2 – 0                                                                    | Niger                                                                    | Qual. Coppa d'Africa 2013                                                | -                                                                        |                                                                          |
| 10-10-2010                                                               | Freetown                                                                 | Sierra Leone                                                             | 0 – 0                                                                    | Sudafrica                                                                | Qual. Coppa d'Africa 2013                                                | -                                                                        |                                                                          |
| 17-11-2010                                                               | Città del Capo                                                           | Sudafrica                                                                | 0 – 1                                                                    | Stati Uniti                                                              | Amichevole                                                               | -1                                                                       |                                                                          |
| 9-2-2011                                                                 | Rustenburg                                                               | Sudafrica                                                                | 2 – 0                                                                    | Kenya                                                                    | Amichevole                                                               | -                                                                        |                                                                          |
| 26-3-2011                                                                | Johannesburg                                                             | Sudafrica                                                                | 1 – 0                                                                    | Egitto                                                                   | Qual. Coppa d'Africa 2013                                                | -                                                                        |                                                                          |
| 5-6-2011                                                                 | -                                                                        | Egitto                                                                   | 0 – 0                                                                    | Sudafrica                                                                | Qual. Coppa d'Africa 2013                                                | -                                                                        |                                                                          |
| 10-8-2011                                                                | Johannesburg                                                             | Sudafrica                                                                | 3 – 0                                                                    | Burkina Faso                                                             | Amichevole                                                               | -                                                                        |                                                                          |
| 4-9-2011                                                                 | Niamey                                                                   | Niger                                                                    | 2 – 1                                                                    | Sudafrica                                                                | Qual. Coppa d'Africa 2013                                                | -2                                                                       |                                                                          |
| 8-10-2011                                                                | Mbombela                                                                 | Sudafrica                                                                | 0 – 0                                                                    | Sierra Leone                                                             | Qual. Coppa d'Africa 2013                                                | -                                                                        |                                                                          |
| 29-2-2012                                                                | Durban                                                                   | Sudafrica                                                                | 0 – 0                                                                    | Senegal                                                                  | Amichevole                                                               | -                                                                        |                                                                          |
| 3-6-2012                                                                 | Rustenburg                                                               | Sudafrica                                                                | 1 – 1                                                                    | Etiopia                                                                  | Qual. Mondiali 2014                                                      | -1                                                                       |                                                                          |
| 9-6-2012                                                                 | Gaborone                                                                 | Botswana                                                                 | 1 – 1                                                                    | Sudafrica                                                                | Qual. Mondiali 2014                                                      | -1                                                                       |                                                                          |
| 15-6-2012                                                                | Mbombela                                                                 | Sudafrica                                                                | 3 – 0                                                                    | Gabon                                                                    | Amichevole                                                               | -                                                                        |                                                                          |
| 7-9-2012                                                                 | San Paolo                                                                | Brasile                                                                  | 1 – 0                                                                    | Sudafrica                                                                | Amichevole                                                               | -1                                                                       | 76’                                                                      |
| 12-10-2012                                                               | Varsavia                                                                 | Polonia                                                                  | 1 – 0                                                                    | Sudafrica                                                                | Amichevole                                                               | -1                                                                       |                                                                          |
| 14-11-2012                                                               | Rustenburg                                                               | Sudafrica                                                                | 0 – 1                                                                    | Zambia                                                                   | Amichevole                                                               | -1                                                                       |                                                                          |
| 22-12-2012                                                               | Durban                                                                   | Sudafrica                                                                | 3 – 1                                                                    | Malawi                                                                   | Amichevole                                                               | -1                                                                       |                                                                          |
| 8-1-2013                                                                 | Città del Capo                                                           | Sudafrica                                                                | 0 – 1                                                                    | Norvegia                                                                 | Amichevole                                                               | -1                                                                       |                                                                          |
| 12-1-2013                                                                | Rustenburg                                                               | Sudafrica                                                                | 0 – 0                                                                    | Algeria                                                                  | Amichevole                                                               | -                                                                        |                                                                          |
| 19-1-2013                                                                | Johannesburg                                                             | Sudafrica                                                                | 0 – 0                                                                    | Capo Verde                                                               | Coppa d'Africa 2013 - 1° turno                                           | -                                                                        |                                                                          |
| 23-1-2013                                                                | Durban                                                                   | Sudafrica                                                                | 2 – 0                                                                    | Angola                                                                   | Coppa d'Africa 2013 - 1° turno                                           | -                                                                        |                                                                          |
| 27-1-2013                                                                | Durban                                                                   | Sudafrica                                                                | 2 – 2                                                                    | Marocco                                                                  | Coppa d'Africa 2013 - 1° turno                                           | -2                                                                       |                                                                          |
| 2-2-2013                                                                 | Durban                                                                   | Sudafrica                                                                | 1 – 1 dts (2 - 4 dtr)                                                    | Mali                                                                     | Coppa d'Africa 2013 - Quarti di finale                                   | -1                                                                       |                                                                          |
| 23-3-2013                                                                | Città del Capo                                                           | Sudafrica                                                                | 2 – 0                                                                    | Rep. Centrafricana                                                       | Qual. Mondiali 2014                                                      | -                                                                        | Cap.                                                                     |
| 8-6-2013                                                                 | Bangui                                                                   | Rep. Centrafricana                                                       | 0 – 3                                                                    | Sudafrica                                                                | Qual. Mondiali 2014                                                      | -                                                                        | Cap.                                                                     |
| 16-6-2013                                                                | Addis Abeba                                                              | Etiopia                                                                  | 2 – 1                                                                    | Sudafrica                                                                | Qual. Mondiali 2014                                                      | -2                                                                       |                                                                          |
| 14-8-2013                                                                | Durban                                                                   | Sudafrica                                                                | 0 – 2                                                                    | Nigeria                                                                  | Amichevole                                                               | -2                                                                       |                                                                          |
| 17-8-2013                                                                | Johannesburg                                                             | Sudafrica                                                                | 2 – 0                                                                    | Burkina Faso                                                             | Amichevole                                                               | -                                                                        | Cap.                                                                     |
| 7-9-2013                                                                 | Durban                                                                   | Sudafrica                                                                | 4 – 1                                                                    | Botswana                                                                 | Qual. Mondiali 2014                                                      | -1                                                                       | Cap.                                                                     |
| 11-10-2013                                                               | Marrakech                                                                | Marocco                                                                  | 1 – 1                                                                    | Sudafrica                                                                | Amichevole                                                               | -1                                                                       |                                                                          |
| 19-11-2013                                                               | Johannesburg                                                             | Sudafrica                                                                | 1 – 0                                                                    | Spagna                                                                   | Amichevole                                                               | -                                                                        |                                                                          |
| 11-1-2014                                                                | Città del Capo                                                           | Sudafrica                                                                | 3 – 1                                                                    | Mozambico                                                                | CHAN 2014 - 1º turno                                                     | -1                                                                       |                                                                          |
| 15-1-2014                                                                | Durban                                                                   | Sudafrica                                                                | 1 – 1                                                                    | Mali                                                                     | CHAN 2014 - 1º turno                                                     | -1                                                                       |                                                                          |
| 25-3-2015                                                                | Lobamba                                                                  | eSwatini                                                                 | 1 – 3                                                                    | Sudafrica                                                                | Amichevole                                                               | -                                                                        | 75’                                                                      |
| 29-3-2015                                                                | Durban                                                                   | Sudafrica                                                                | 1 – 1                                                                    | Nigeria                                                                  | Amichevole                                                               | -1                                                                       |                                                                          |
| 13-6-2015                                                                | Durban                                                                   | Sudafrica                                                                | 0 – 0                                                                    | Gambia                                                                   | Qual. Coppa d'Africa 2017                                                | -                                                                        |                                                                          |
| 16-6-2015                                                                | Durban                                                                   | Sudafrica                                                                | 2 – 1                                                                    | Angola                                                                   | Amichevole                                                               | -1                                                                       |                                                                          |
| 20-6-2015                                                                | Soweto                                                                   | Sudafrica                                                                | 3 – 0                                                                    | Mauritius                                                                | Qual. CHAN 2016                                                          | -                                                                        |                                                                          |
| 5-7-2015                                                                 | Belle Vue                                                                | Mauritius                                                                | 0 – 2                                                                    | Sudafrica                                                                | Qual. CHAN 2016                                                          | -                                                                        |                                                                          |
| 5-9-2015                                                                 | Nouakchott                                                               | Mauritania                                                               | 3 – 1                                                                    | Sudafrica                                                                | Qual. Coppa d'Africa 2017                                                | -3                                                                       | Cap.                                                                     |
| 8-9-2015                                                                 | Durban                                                                   | Sudafrica                                                                | 1 – 0                                                                    | Senegal                                                                  | Amichevole                                                               | -                                                                        |                                                                          |
| 9-10-2015                                                                | Durban                                                                   | Costa Rica                                                               | 0 – 1                                                                    | Sudafrica                                                                | Amichevole                                                               | -                                                                        | Cap.                                                                     |
| 14-10-2015                                                               | San Pedro Sula                                                           | Honduras                                                                 | 1 – 1                                                                    | Sudafrica                                                                | Amichevole                                                               | -1                                                                       | Cap.                                                                     |
| 26-3-2016                                                                | Yaoundé                                                                  | Camerun                                                                  | 2 – 2                                                                    | Sudafrica                                                                | Qual. Coppa d'Africa 2017                                                | -2                                                                       | Cap.                                                                     |
| 29-3-2016                                                                | Durban                                                                   | Sudafrica                                                                | 0 – 0                                                                    | Camerun                                                                  | Qual. Coppa d'Africa 2017                                                | -                                                                        | Cap.                                                                     |
| 4-6-2016                                                                 | Bakau                                                                    | Gambia                                                                   | 0 – 4                                                                    | Sudafrica                                                                | Qual. Coppa d'Africa 2017                                                | -                                                                        |                                                                          |
| 2-9-2016                                                                 | Mbombela                                                                 | Sudafrica                                                                | 1 – 1                                                                    | Mauritania                                                               | Qual. Coppa d'Africa 2017                                                | -1                                                                       |                                                                          |
| 16-9-2016                                                                | Soweto                                                                   | Sudafrica                                                                | 1 – 0                                                                    | Egitto                                                                   | Amichevole                                                               | -                                                                        |                                                                          |
| 8-10-2016                                                                | Ouagadougou                                                              | Burkina Faso                                                             | 1 – 1                                                                    | Sudafrica                                                                | Qual. Mondiali 2018                                                      | -1                                                                       | 90’                                                                      |
| 12-11-2016                                                               | Polokwane                                                                | Sudafrica                                                                | 2 – 1                                                                    | Senegal                                                                  | Qual. Mondiali 2018                                                      | -1                                                                       |                                                                          |
| 25-3-2017                                                                | Durban                                                                   | Sudafrica                                                                | 3 – 1                                                                    | Guinea-Bissau                                                            | Amichevole                                                               | -1                                                                       | Cap.                                                                     |
| 10-6-2017                                                                | Uyo                                                                      | Nigeria                                                                  | 0 – 2                                                                    | Sudafrica                                                                | Qual. Coppa d'Africa 2019                                                | -                                                                        |                                                                          |
| 7-10-2017                                                                | Johannesburg                                                             | Sudafrica                                                                | 3 – 1                                                                    | Burkina Faso                                                             | Qual. Mondiali 2018                                                      | -1                                                                       | Cap.                                                                     |
| 10-11-2017                                                               | Polokwane                                                                | Sudafrica                                                                | 0 – 2                                                                    | Senegal                                                                  | Qual. Mondiali 2018                                                      | -2                                                                       | Cap.                                                                     |
| 14-11-2017                                                               | Dakar                                                                    | Senegal                                                                  | 2 – 1                                                                    | Sudafrica                                                                | Qual. Mondiali 2018                                                      | -2                                                                       | Cap.                                                                     |
| 24-3-2018                                                                | Ndola                                                                    | Zambia                                                                   | 0 – 2                                                                    | Sudafrica                                                                | Amichevole                                                               | -                                                                        |                                                                          |
| 8-9-2018                                                                 | Durban                                                                   | Sudafrica                                                                | 0 – 0                                                                    | Libia                                                                    | Qual. Coppa d'Africa 2019                                                | -                                                                        |                                                                          |
| 13-10-2018                                                               | Johannesburg                                                             | Sudafrica                                                                | 6 – 0                                                                    | Seychelles                                                               | Qual. Coppa d'Africa 2019                                                | -                                                                        |                                                                          |
| 16-10-2018                                                               | Victoria                                                                 | Seychelles                                                               | 0 – 0                                                                    | Sudafrica                                                                | Qual. Coppa d'Africa 2019                                                | -                                                                        |                                                                          |
| 17-11-2018                                                               | Durban                                                                   | Sudafrica                                                                | 1 – 1                                                                    | Nigeria                                                                  | Qual. Coppa d'Africa 2019                                                | -1                                                                       |                                                                          |
| Totale                                                                   |                                                                          | Presenze                                                                 | 91                                                                       |                                                                          | Reti                                                                     | -62                                                                      |                                                                          |

#### Nazionale olimpica
| Cronologia completa delle presenze e delle reti in nazionale ― Sudafrica olimpica | Cronologia completa delle presenze e delle reti in nazionale ― Sudafrica olimpica | Cronologia completa delle presenze e delle reti in nazionale ― Sudafrica olimpica | Cronologia completa delle presenze e delle reti in nazionale ― Sudafrica olimpica | Cronologia completa delle presenze e delle reti in nazionale ― Sudafrica olimpica | Cronologia completa delle presenze e delle reti in nazionale ― Sudafrica olimpica | Cronologia completa delle presenze e delle reti in nazionale ― Sudafrica olimpica | Cronologia completa delle presenze e delle reti in nazionale ― Sudafrica olimpica |
| Data                                                                              | Città                                                                             | In casa                                                                           | Risultato                                                                         | Ospiti                                                                            | Competizione                                                                      | Reti                                                                              | Note                                                                              |
| --------------------------------------------------------------------------------- | --------------------------------------------------------------------------------- | --------------------------------------------------------------------------------- | --------------------------------------------------------------------------------- | --------------------------------------------------------------------------------- | --------------------------------------------------------------------------------- | --------------------------------------------------------------------------------- | --------------------------------------------------------------------------------- |
| 4-8-2016                                                                          | Brasilia                                                                          | Brasile olimpica                                                                  | 0 – 0                                                                             | Sudafrica olimpica                                                                | Olimpiadi 2016 - 1° turno                                                         | -                                                                                 |                                                                                   |
| 8-8-2016                                                                          | Brasilia                                                                          | Danimarca olimpica                                                                | 1 – 0                                                                             | Sudafrica olimpica                                                                | Olimpiadi 2016 - 1° turno                                                         | -1                                                                                |                                                                                   |
| 11-8-2016                                                                         | San Paolo                                                                         | Sudafrica olimpica                                                                | 1 – 1                                                                             | Iraq olimpica                                                                     | Olimpiadi 2016 - 1° turno                                                         | -1                                                                                |                                                                                   |
| Totale                                                                            |                                                                                   | Presenze                                                                          | 3                                                                                 |                                                                                   | Reti                                                                              | -2                                                                                |                                                                                   |

## Palmarès

### Competizioni nazionali
- Campionato sudafricano: 3

Kaizer Chiefs: 2004-2005, 2012-2013, 2014-2015
- Coppa nazionale sudafricana: 3

Kaizer Chiefs: 2005-2006, 2010-2011, 2012-2013
- MTN 8: 1

Kaizer Chiefs: 2014-2015